# Gustav Krahnert
Gustav Adolph Krahnert (* 7. September 1858 in Aachen, Rheinprovinz; † 20. Juli 1941 in Holzminden, Freistaat Braunschweig) war ein deutscher Maler und Lehrer der Baugewerkschule Holzminden.

## Leben
Krahnert besuchte von 1877 bis 1885 die Kunstakademie Düsseldorf. Dort war er Schüler der Elementarklasse von Andreas Müller und Heinrich Lauenstein (1877/1878), der Antikenklasse von Karl Müller (1878–1881), der Naturklasse von Peter Janssen dem Älteren (1878–1880), der Malklasse von Julius Roeting und Eduard von Gebhardt (1881) sowie der Kupferstich- und Radierklasse von Carl Ernst Forberg. Nachdem er sich am 21. April 1884 zum Studium in der Naturklasse der Königlichen Akademie der Bildenden Künste München eingeschrieben, diesen Studienplatz jedoch nicht angetreten hatte, nahm er in den Jahren 1884/1885 „spezifischen Fachunterricht“ bei Peter Janssen dem Älteren in Düsseldorf. Auch besuchte er die Akademien von Brüssel und Antwerpen.
Krahnert ließ sich zunächst in seiner Vaterstadt Aachen nieder und nahm an Ausstellungen im Münchener Glaspalast (1890) und des Kunstvereins für die Rheinlande und Westfalen (1894) sowie an der Internationalen Kunstausstellung Berlin 1896 teil. Später wurde er Lehrer an der Baugewerkschule in Holzminden, wo er 1941 im Alter von 82 Jahren starb.